# たまゆら学園
たまゆら学園（たまゆらがくえん）は、日本の男女お笑いコンビ、YouTuber。2019年結成。吉本興業所属。

## メンバー
植木 おでん（うえき おでん、1994年8月22日 - ）（30歳）
ボケ・ネタ作り担当。
埼玉県出身、立教大学現代心理学部映像身体学科卒業。血液型はA型。
たまゆら学園結成以前は、男女コンビ「ペコリーノ」として活動。
本人曰く恋愛体質であり、『新しい波24』では吉住に告白している。学生お笑いサークルで同時期に活動していたアンゴラ村長（にゃんこスター）にもアプローチをしていたという。また、YouTubeチャンネルでは好きな女芸人を自宅に呼んで、いつベッドインできるかという検証動画を投稿している。

わたあめ りな（1996年8月24日 - ）（28歳）
ツッコミ担当。
東京都出身、筑波大学附属高等学校・慶應義塾大学経済学部卒業。血液型はO型。
慶應義塾大学お笑い道場O-keis11期生。以前は男女コンビ「キャラメルアンセム」として活動し、当時はボケ担当だった。1期上に2023年M-1グランプリ王者・令和ロマンの髙比良くるま、2期上に同じく令和ロマンの松井ケムリがいた。
大学在学中は慶應生によるアイドルコピーダンスチーム「さよならモラトリアム」のメンバーとしても活動していた。
たまゆら学園結成の際にオーディションを受け、吉本へ所属。
趣味はイラスト制作で、描いた作品がとある企業のゆるキャラに採用されたことがある。
運動神経が非常に悪く、高校の体力測定で3年間ずっと全生徒の中でワースト1位だった。
尊敬する芸人はニシダ（ラランド）。以前一緒に飲みへ行った時、ニシダの指を舐めたことがあると公言している。
高校時代、彼氏と公園でペッティングの経験があると証言している。
ピンでの芸風は一発ギャグ・キレ芸などがある。粗品のYouTubeオーディション番組に出演した際、「ヒステリックやねん、お前」と評された。

### 元メンバー
まるい るい（1997年11月28日 - ）（27歳）
神奈川県横須賀市出身、血液型はO型。
NSC東京校23期出身。広瀬すずのものまねを特技とし、広瀬すずの顔だけそっくりさんとして『爆笑そっくりものまね紅白歌合戦スペシャル』に出演経験がある。
学生時代はバスケットボール部所属だった。
自動車部品メーカーで工場長の秘書を務めた経験がある。
タイ料理が好きで、中でも好むのはトムヤムクン。都内のタイ料理屋を巡ってはトムヤムクンの評価を手帳に記録している。しかしパクチーは食べられない。
小学校時代、飼っていたうさぎの飼育日記がいつの間にか自分の日記になっており、現在まで約10年間続いている。
2019年12月27日、吉本坂46の2期生オーディションに合格。
2020年12月を以て脱退を発表。現在はピン芸人として活動。

## 芸風
主にコント。セクハラやモテない男の妄想のような設定が多く、過激な下ネタがよく用いられる。昨今のコンプライアンスとは真逆を行く姿勢が、男性視聴者を中心に人気を博している。YouTubeおよびTikTokでは「VLOG」「ラブホ検証」「モテすぎる男」シリーズなどのショートコントをアップロードしている。

## 不祥事
- 2022年7月26日、わたあめがTwitterにてサル痘（エムポックス）に関する一発ギャグを投稿。それに対してネットニュースなどから、「不謹慎だ」「倫理観がない」といった批判が殺到した[16]。その後、わたあめは自身のツイートが不適切であったことを認め、謝罪の意を表明しつつツイートを削除した[17]。
- 2023年8月1日、わたあめがTwitterで「還暦爺い」と名乗るファンからの「肌の露出を少し増やすとか…」などの提案に対して、「は？？？？？？？？？」「しかも還暦越えってことはあたしが払った税金で年金とかもらってるわけ？？？？？？ちょっと本当にホルモンバランス崩れるから勘弁」と苦言を呈した[18]。

## 賞レース成績

### コンビ

#### M-1グランプリ
| 年度（回）                 | 結果      | エントリー No. | 会場                        | 日程     | 備考 |
| -------------------------- | --------- | -------------- | --------------------------- | -------- | ---- |
| 2019年（第15回）           | 2回戦進出 | 3486           | 雷5656会館ときわホール      | 10月16日 |      |
| 2020年（第16回）           | 1回戦敗退 | 358            | シダックスカルチャーホールA | 9月16日  |      |
| 2021年（第17回）（一回目） | 1回戦敗退 | 797            | シダックスカルチャーホールA | 8月19日  |      |
| 2021年（第17回）（二回目） | 1回戦敗退 | 797            | シダックスカルチャーホールA | 9月7日   |      |
| 2022年（第18回）           | 1回戦敗退 | 1212           | シダックスカルチャーホールA | 8月30日  |      |
| 2023年（第19回）           | 2回戦進出 | 1970           | 雷5656会館ときわホール      | 10月24日 |      |
| 2024年（第20回）（一回目） | 1回戦敗退 | 1724           | シダックスカルチャーホールA | 8月30日  |      |
| 2024年（第20回）（二回目） | 1回戦敗退 | 1724           | シダックスカルチャーホールA | 9月15日  |      |

#### キングオブコント
| 年度（回）       | 結果      | 会場                       | 日程    | 備考 |
| ---------------- | --------- | -------------------------- | ------- | ---- |
| 2019年（第12回） | 1回戦敗退 | 六本木トリコロールシアター | 7月8日  |      |
| 2020年（第13回） | 2回戦進出 | 南大塚ホール               | 7月22日 |      |
| 2021年（第14回） | 2回戦進出 | 南大塚ホール               | 7月12日 |      |
| 2023年（第16回） | 1回戦敗退 | 南大塚ホール               | 7月14日 |      |
| 2024年（第17回） | 1回戦敗退 | タワーホール船堀 小ホール  | 7月3日  |      |

### 個人
R-1グランプリ（わたあめりな）
- 2020年 1回戦敗退[25]
- 2022年 2回戦進出[26]
- 2023年 1回戦敗退[27]
- 2024年 2回戦進出[28]
- 2025年 2回戦進出[29]

女芸人No.1決定戦 THE W（わたあめりな）
- 2020年 2回戦進出[30]
- 2021年 1回戦敗退[31]
- 2022年 2回戦進出[32]
- 2023年 2回戦進出[33]
- 2024年 2回戦進出[34]

## 出演

### テレビ番組
- ウチのガヤがすみません!（日本テレビ）

### ラジオ番組
- マイナビ Laughter Night（TBSラジオ）

### Web番組
- まいにち賞レース